# Simon Royce
Simon Ernest Royce (Forest Gate, 9 settembre 1971) è un allenatore di calcio ed ex calciatore inglese, di ruolo portiere.

## Carriera

### Giocatore
Nella stagione 1989-1990 vince la Division Two North della Isthmian League (ottava divisione inglese) con gli Heybridge Swifts, con cui trascorre poi la stagione seguente in settima divisione; nell'ottobre del 1991 viene ceduto per 25000 sterline al Southend Utd, divenendo così il primo giocatore nella storia del club a venir ceduto ad un club professionistico. Con gli Shrimps, neopromossi in seconda divisione, esordisce tra i professionisti all'età di 20 anni; nelle sue prime stagioni nel club è riserva di Paul Sansome, giocando complessivamente 69 partite di campionato (tutte in seconda divisione) tra il 1991 ed il 1996. Nella stagione 1996-1997, conclusa con la retrocessione in terza divisione del club, gioca invece da titolare (43 presenze), ruolo che mantiene anche nel successivo campionato di terza divisione (37 presenze).
Nell'estate del 1998 si trasferisce al Charlton, con cui all'età di 27 anni esordisce in prima divisione, giocando 8 partite; la stagione si conclude però con la retrocessione degli Addicks in seconda divisione, categoria in cui Royce l'anno seguente fa da riserva, senza mai scendere in campo in partite di campionato. Dopo l'arrivo nel club di Dean Kiely viene ceduto al Leicester City, con la cui maglia nella stagione 2000-2001 gioca 19 partite in prima divisione; nel biennio successivo, pur restando tesserato delle Foxes, non gioca più nessuna partita ufficiale con il club, venendo anzi frequentemente ceduto in prestito ad altri club per periodi di durata relativamente breve: gioca infatti 6 partite in terza divisione con il Brighton, è in rosa al Manchester City in seconda divisione (senza mai giocarvi nessuna partita ufficiale) e gioca complessivamente 16 partite (divise in due diversi periodi di prestito) in terza divisione al QPR. Nell'estate del 2003 fa ritorno al Charlton, con cui nella stagione 2003-2004 gioca un'ulteriore partita in prima divisione (la sua ventottesima ed ultima in carriera in questa categoria); nella stagione 2004-2005 passa invece in prestito prima al Luton Town, con cui gioca 2 partite in terza divisione, e poi nuovamente al QPR, con cui gioca 13 partite in seconda divisione.
Nell'estate del 2005 si trasferisce poi a titolo definitivo a quest'ultimo club, con cui nell'arco dei due campionati seguenti gioca in totale 50 partite in seconda divisione; conclude la stagione 2006-2007 con un periodo in prestito al Gillingham, che nell'aprile del 2007 lo tessera per le ultime settimane della stagione essendosi ritrovato senza nessuno dei tre portieri in rosa a disposizione: qui gioca 3 partite in terza divisione, venendo poi nell'estate del 2007 prelevato a titolo definitivo: nei due campionati seguenti gioca rispettivamente 33 e 42 partite (queste ultime in quarta divisione, categoria in cui il club nella stagione 2008-2009 conquista una promozione, a seguito della retrocessione dell'anno precedente), a cui ne aggiunge ulteriori 17 nella stagione 2009-2010, nella quale a seguito di un incidente in auto perde però il posto da titolare in favore di Alan Julian. A fine stagione, rimasto svincolato, si accasa con il doppio ruolo di giocatore e di preparatore dei portieri al Brentford, con cui nella stagione 2010-2011 gioca 2 partite in terza divisione (le sue ultime in carriera), ritirandosi nel 2012.

### Allenatore
Rimane al Brentford con il solo ruolo di preparatore dei portieri fino al termine della stagione 2017-2018. Nella stagione 2019-2020 ha lavorato con un ruolo analogo al Gillingham, mentre nella stagione 2021-2022 è stato preparatore dei portieri del Leyton Orient.

## Palmarès

### Giocatore

#### Competizioni regionali
- Isthmian League Division Two North: 1

Heybridge Swifts: 1989-1990